# 方廷 (阿肯色州)
方廷（英語：Fontaine）是位於美國阿肯色州格林縣的一個非建制地區。該地的面積和人口皆未知。

## 地理
方廷的座標為36°00′02″N 90°48′48″W / 36.00056°N 90.81333°W，而該地的平均海拔高度為80米（即260英尺）。